# Eparquia dos Santos Pedro e Paulo em Melbourne dos Ucranianos
A Eparquia dos Santos Pedro e Paulo em Melbourne dos Ucranianos (em latim: Eparchia Sanctorum Petri et Pauli Melburnensis Ucranorum) é uma circunscrição eclesiástica da Igreja Greco-Católica Ucraniana localizada em Melbourne, pertencente à província eclesiástica da Arquidiocese de Melbourne na Austrália. Seu atual eparca é Mykola Bychok, C.Ss.R.. Sua Sé é a Catedral Católica Ucraniana de Santos Pedro e Paulo.
A diocese possui 10 paróquias, servidas por 20 padres, abrangendo uma população de 36.600 habitantes que professam na Igreja Greco-Católica Ucraniana, em 2022.

## História
O exarcado apostólico da Austrália para os fiéis de rito oriental foi instituído em 10 de maio de 1958 com a bula Singularem huius do Papa Pio XII.
Mais tarde, a jurisdição do exarca apostólico também foi estendida à Nova Zelândia e à Oceania.
Em 24 de junho de 1982, com a bula Christum Iesum do Papa João Paulo II, o exarcado apostólico foi elevado à categoria de eparquia e assumiu o nome atual.

## Prelados
|         | Nome                           | Período     | Notas   |
| Eparcas | Eparcas                        | Eparcas     | Eparcas |
| ------- | ------------------------------ | ----------- | ------- |
| 3º      | Mykola Cardeal Bychok, C.Ss.R. | 2020 -      | Atual   |
| 2º      | Peter Stasiuk, C.Ss.R.         | 1992 - 2020 |         |
| 1º      | Ivan Prasko                    | 1958 - 1992 |         |